# Dobrava pod Rako
Dobrava pod Rako – wieś w Słowenii, w gminie Krško. W 2018 roku liczyła 22 mieszkańców.